# 第二可數空間
第二可數空間是指有一個可數基的拓撲空間，我们也将“具备可數基”这一性质当作一条公理（第二可数性公理）放在第二可數空間的定义中（与“有限交，任意并”一同）。
- 若一個空間是第二可數的，它亦是第一可數、可分和Lindelöf的。
  - 這裡不是「若且唯若」的。例子有Sorgenfrey直線。
- 第二可數性是可傳子的。
- 有無限個第二可數空間，若只有可數個是平凡拓撲空間，則這些空間的積空間是第二可數空間。
- 第二可數空間的基數不大於無限可數集的冪集的基數。

- 可度量化定理：第二可數的正則空間是可度量化的。